# Менциј дин Дос (Горж)
Менциј дин Дос (рум. Menții din Dos) насеље је у Румунији у округу Горж у општини Бораску. Oпштина се налази на надморској висини од 182 m.

## Становништво
Према подацима из 2002. године у насељу је живело 605 становника, од којих су сви румунске националности.